# هاري بارنز (كرة سلة)
هاري بارنز (بالإنجليزية: Harry Barnes)‏ مواليد 25 يوليو 1945، هو لاعب كرة سلة أمريكي معتزل. بدأ مسيرته الاحترافية في سنة 1968. تم اختياره من قبل فريق هيوستن روكتس خلال الدرافت. حمل الرقم 30. يبلغ طوله 6 قدم 3 بوصة (1.9 م). اعتزل اللعب في 1969.

## روابط خارجية
- هاري بارنز على موقع إن بي أي (الإنجليزية)
- هاري بارنز على موقع سبورتس رفرنس (الإنجليزية)
- هاري بارنز على موقع ريلجم (الإنجليزية)
- هاري بارنز على موقع بروبوليرز (الإنجليزية)